# Fpqc 위상

층 이론에서, fpqc 위상(fpqc位相, 영어: fpqc topology)은 스킴의 범주 위에 정의되는 매우 섬세한 그로텐디크 위상이다. 이러한 섬세함에도 불구하고, fpqc 위상에서 다양한 내림 이론을 전개할 수 있다.

## 정의

### fpqc 위상
fpqc 사상(영어: fpqc morphism)은 다음 조건들을 만족시키는 스킴 사상 {\displaystyle f\colon X\to Y}이다.:Definition 2.34
- 전사 함수이다.
- 평탄 사상이다.
- {\displaystyle Y}의 모든 콤팩트 열린집합 {\displaystyle K_{Y}\subseteq Y}에 대하여, {\displaystyle f(K_{X})=K_{Y}}가 되는 콤팩트 열린집합 {\displaystyle K_{X}\subseteq X}가 존재한다. (여기서 콤팩트 공간의 정의는 하우스도르프 조건을 포함하지 않는다.)

스킴의 범주 {\displaystyle \operatorname {Sch} }는 모든 쌍대곱을 가지며, 집합으로서 이는 분리합집합이다. (그러나 밂은 일반적으로 존재하지 않는다.) 같은 공역을 갖는 스킴 사상들의 집합 {\displaystyle \{f_{i}\colon U_{i}\to U\}_{i\in I}}에 대하여, 만약 보편 성질에 의하여 존재하는 사상
{\displaystyle f=\bigsqcup _{i\in I}f_{i}\colon \bigsqcup _{i\in I}U_{i}\to U}
이 fpqc 사상이라면, {\displaystyle \{f_{i}\}_{i\in I}}를 fpqc 덮개라고 한다. fpqc 덮개들은 {\displaystyle \operatorname {Sch} } 위의 그로텐디크 준위상을 이루며, 이로부터 유도되는 그로텐디크 위상을 fpqc 위상(영어: fpqc topology)이라고 한다.

### fppf 위상
같은 공역을 갖는 스킴 사상들의 집합 {\displaystyle \{f_{i}\colon U_{i}\to U\}_{i\in I}}에 대하여, 보편 성질에 의하여 존재하는 사상
{\displaystyle f=\bigsqcup _{i\in I}f_{i}\colon \bigsqcup _{i\in I}U_{i}\to U}
을 생각하자. 만약
- {\displaystyle f_{i}}가 각각 국소 유한 표시 사상이자 평탄 사상이며
- {\displaystyle f}가 전사 함수라면

{\displaystyle \{f_{i}\}_{i\in I}}를 fppf 덮개라고 한다.:Example 2.32 fppf 덮개들은 {\displaystyle \operatorname {Sch} } 위의 그로텐디크 준위상을 이루며, 이로부터 유도되는 그로텐디크 위상을 fppf 위상(영어: fppf topology)이라고 한다.

## 성질

### 위상의 비교
모든 fppf 덮개는 fpqc 덮개이다. 따라서, fpqc 위상은 fppf 위상보다 더 섬세하다. 마찬가지로, fppf 위상은 에탈 위상보다 더 섬세하다. fpqc 위상에서 모든 표현 가능 준층이 층을 이루므로, fpqc 위상은 표준 위상보다는 더 엉성하다.
fpqc 위상을 스킴의 범주 위에 흔히 사용되는 위상 가운데 가장 섬세한 것이며, fpqc 위상(및 그보다 더 엉성한 모든 위상)의 경우 준연접층에 대한 내림이 성립한다.

### 집합론적 문제
fpqc 위상은 (더 엉성한 위상과 달리) 여러 집합론적 문제를 가진다. fppf 위상이나 에탈 위상 등의 경우, 주어진 스킴 {\displaystyle S} 위에, 다음 조건을 만족시키는 덮개들의 집합 {\displaystyle \{{\mathcal {U}}_{i}\}_{i\in I}}이 존재한다.
- 임의의 {\displaystyle S}의 덮개에 대하여 그보다 더 섬세한 덮개 {\displaystyle {\mathcal {U}}_{i}}가 존재한다.

그러나 fpqc 위상의 경우 이 조건이 성립하지 않는다. 즉, 이러한 조건을 만족시키는 덮개들의 모임은 일반적으로 고유 모임이다. 이에 따라, fpqc 위상 위의 준층의 층화는 일반적으로 존재하지 않는다.:605, Theorem 5.5

## 어원
"fpqc"라는 이름은 프랑스어: fidèlement plat et quasi-compact(충실하게 평탄하며 준콤팩트)라는 뜻이다. 여기서 "충실하게 평탄"하다는 것은 전사 함수이자 평탄 사상이라는 것이다. 이름과 달리, fpqc 위상은 {\displaystyle \bigsqcup _{i}f_{i}}가 준콤팩트 전사 평탄 사상인 덮개로서 정의할 수 없다.:§2.3.2 이러한 사상들로 그로텐디크 위상을 정의할 수는 있지만, 이 위상은 준표준 위상이 아니다 (즉, 층을 이루지 않는 표현 가능 준층이 존재한다).
"fppf"라는 이름은 프랑스어: fidèlement plat et de présentation finie(충실하게 평탄하며 유한 표시)라는 뜻이다. 이름과는 달리, 그 정의에서는 유한 표시 사상 대신 국소 유한 표시 사상을 사용한다.